# Comuna de Polska Cerekiew
Polska Cerekiew (polaco: Gmina Polska Cerekiew) é uma gminy (comuna) na Polónia, na voivodia de Opole e no condado de Kędzierzyńsko-kozielski.
De acordo com os censos de 2006, a comuna tem 4770 habitantes, com uma densidade 78,38 hab/km².

## Área
Estende-se por uma área de 60,85 km².